# 江澤岸生
江澤 岸生（えざわ きしお、1953年11月21日 - ）は、日本の政治家、元総務官僚。長野県飯山市長（1期）。元飯山市議会議員（1期）。

## 来歴
長野県下水内郡太田村（現在の飯山市太田地区）出身。長野県飯山北高等学校卒業後、1972年に鹿児島大学水産学部に入学したが、すぐに退学。1年半住み込みで働きながら勉強し、茨城大学人文学部に補欠合格する。同大卒業後、1978年に旧行政管理庁に入庁し、各省庁間の意見調整や行政改革に携わった。2002年総務省行政管理局システム企画課長、2004年企画調整課長、2006年内閣府経済社会総合研究所総括政策研究官、2009年総務省大臣官房審議官などを務める。2010年に総務省を早期退職し、帰郷。2010年、2014年、2018年の飯山市長選挙に立候補したが、いずれも足立正則に敗れた。この間、2014年11月には飯山市議会議員に当選して1期務めた。2022年10月、足立の退任に伴う飯山市長選挙に立候補し、4度目となる市長選挑戦で初当選した。
※当日有権者数：17,071人 最終投票率：72.34%（前回比：-1.91pts）
| 候補者名 | 年齢 | 所属党派 | 新旧別 | 得票数  | 得票率 | 推薦・支持 |
| -------- | ---- | -------- | ------ | ------- | ------ | ---------- |
| 江沢岸生 | 68   | 無所属   | 新     | 5,945票 | 50.8%  |            |
| 新家智裕 | 63   | 無所属   | 新     | 5,767票 | 49.2%  |            |